# Ford E-Series
O Ford E-Series, conhecido anteriormente como "Econoline" (de onde vem a letra E de E-Series) ou "Club Wagon", é uma linha de vans (para carga e passageiros) da Ford Motor Company fabricada desde 1961. Desde a introdução da Ford Transit no mercado americano em 2014, a linha E-Series permaneceu em produção apenas nas versões "cutaway" (chassi e cabine para adaptação de carrocerias modulares de acordo com a utilização) e "stripped chassis" (chassi para encarroçamento especializado, como furgões de grandes volumes e motorhomes).
Alguns exemplares chegaram a ser importados para o Brasil de forma extraoficial a partir da década de 90, principalmente para uso como ambulância e com motores Diesel. Além de hospitais particulares e empresas de locação de ambulâncias, que fizeram uso tanto de furgões como de "cutaways" com carroceria baú, o Corpo de Bombeiros de São Paulo fez uso de versões "cutaway" tanto como Unidade de Resgate (UR) quanto Unidade de Suporte Avançado (USA - "UTI móvel").